# Mayis Azizyan
Mayis Azizyan (in armeno Մայիս Ազիզյան?; Erevan, 1º maggio 1978) è un ex calciatore armeno, di ruolo portiere.